# Jerzy Gajda
Jerzy Gajda (ur. 1 stycznia 1946 w Mójczy, zm. 30 grudnia 2019 w Krakowie) – polski ekonomista i polityk, poseł na Sejm X kadencji (1989–1991).

## Życiorys
Syn Stanisława i Weroniki. W 1969 ukończył studia na Akademii Ekonomicznej w Krakowie, uzyskując tytuł zawodowy magistra ekonomii. W tym samym roku został kierownikiem Studenckiej Spółdzielni „Żaczek” w Krakowie, następnie w 1973 został zastępcą prezesa Spółdzielni „Chałupnik”. Od 1974 zatrudniony jako główny specjalista w Kombinacie Opakowań Blaszanych „Opakomet” w Krakowie, od 1975 był zastępcą dyrektora ds. pracowniczych i ekonomiki w Przedsiębiorstwie Budownictwa Przemysłowego „Budostal-2”. W 1982 objął stanowisko dyrektora Przedsiębiorstwa Budownictwa Specjalistycznego Budostal w Krakowie.
W 1971 wstąpił do Polskiej Zjednoczonej Partii Robotniczej. Z jej ramienia w 1989 uzyskał mandat posła na Sejm kontraktowy z okręgu śródmiejskiego. Zasiadał w czterech komisjach stałych, na koniec kadencji należał do Parlamentarnego Klubu Lewicy Demokratycznej.

## Odznaczenia
- Krzyż Kawalerski Orderu Odrodzenia Polski (1986)
- Brązowy Krzyż Zasługi (1978)
- Złote Odznaczenie im. Janka Krasickiego (1985)
- Odznaka „Zasłużony Działacz Kultury” (1986)
- Złota Odznaka „Zasłużony dla Ziemi Katowickiej” (1977)[2]